# Anglards-de-Saint-Flour
Anglards-de-Saint-Flour település Franciaországban, Cantal megyében. Lakosainak száma 403 fő (2022. január 1.). Anglards-de-Saint-Flour Alleuze, Ruynes-en-Margeride, Saint-Georges és Val-d'Arcomie községekkel határos.

## Népesség
A település népességének változása:
| Lakosok száma | 227  | 225  | 276  | 321  | 349  | 345  | 349  | 350  | 369  | 403  |
|               | 1968 | 1982 | 1990 | 2006 | 2013 | 2015 | 2017 | 2019 | 2020 | 2022 |